# المقاومة الشعبية السورية
المقاومة الشعبية السورية هي جماعة مسلحة متمردة تقاتل ضد الحكومة الانتقالية السورية وتطلق الدولة عليهم اسم فلول النظام البائد.
عقب سقوط نظام الأسد بفترة قام موالون للرئيس السابق بشاراللأسد وبهم نسبة كبيرة من الجيش السابق بتبني عمليات ضد الحكومة الانتقالية في سوريا. تضم المجموعة لواء درع الساحل.

## التاسيس
تأسست المقاومة الشعبية السورية في ديسمبر/كانون الأول 2024 بعد سقوط الأسد. في 30 ديسمبر 2024، أصدروا بيانًا أعلنوا فيه أنهم تعهدوا بقتل قادة هيئة تحرير الشام، دولة إسرائيل، أمريكا، وحلف شمال الأطلسي. تدعو المجموعة إلى المعارضة العنيفة ضد الحكومة الانتقالية السورية، وتتبنى بانتظام السرديات الطائفية من خلال قناتها على تيليجرام.

## الانتهاكات
ابان اشتباكات غرب سوريا في شهر مارس، قامت المقاومة الشعبية السورية بتنكيل وحرق جثث قتلى واستهذاف المستشفيات والمساجد والأسواق وترديد شعارات طائفية

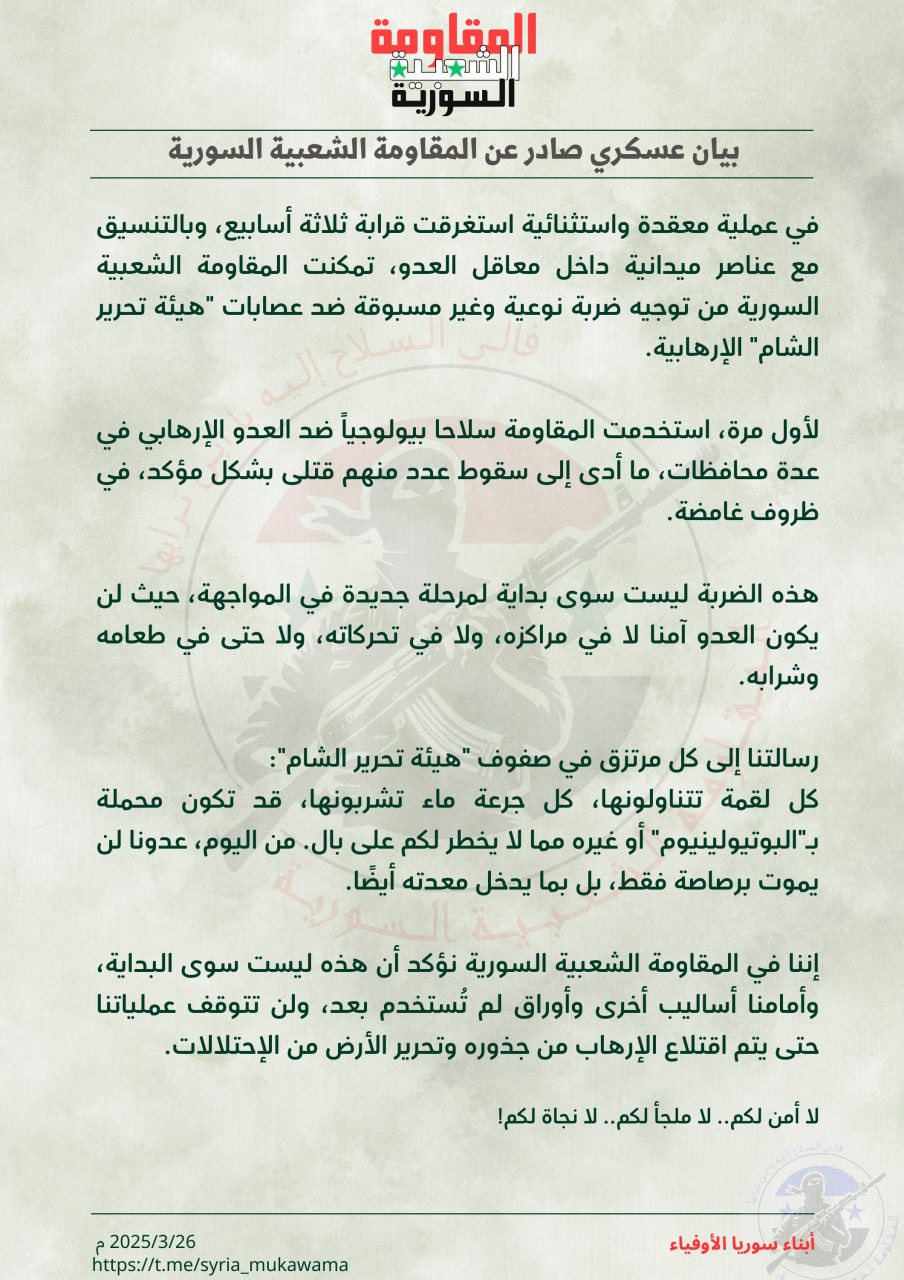
صورة بيان عسكري للمقاومة الشعبية السورية تعلن فيه استعمال سلاح بيولوجي

خلال شهر مارس أعلنت وزارة الصحة السورية عن إصابة 150 شخصا من سكان دير قانون بتسمم غدائي ومن ضمن المصابين عدة عائلات وكانت الوزارة تعتقد بان التسمم ناجم عن تسمم غدائيلاحقاء أعلنت المقاومة الشعبية السورية مسؤوليتها عن حلات تسمم عبرا استعمال سلاح بيولوجي وتحديدا سم البوتولينيوم وادعت تمكنه من قتل عددا من قوات الأمن عن نظر بان تم إعلان شفاء جميع المصابين